# Нижний Новгород — Шахунья — Яранск (автодорога)
Нижний Новгород — Шахунья — Яранск (22Р-0159, 33Р-015; бывшая Р159) — автомобильная дорога регионального значения, проходящая через Нижегородскую и Кировскую области. Протяжённость трассы от Нижнего Новгорода до Яранска — 351 километр. Проходит мимо таких населённых пунктов, как Бор, Семёнов, Красные Баки, Урень, Шахунья и заканчивается в Яранске.
В последнее время на трассе регулярно проводится ремонт дорожного полотна, в целом дорожное покрытие в норме, так например сейчас ведётся ремонт Борского моста через реку Волга. На всём протяжении дороги расположены пункты АЗС, кафе, гостиницы и т. д.